# Valerij Borisovič Salov
Valerij Borisovič Salov (in russo Валерий Борисович Салов?; Breslavia, 26 maggio 1964) è uno scacchista russo.
Ottenne il titolo di Maestro Internazionale nel 1984 e di Grande maestro nel 1986.
Nel gennaio 1995 risultava essere il 3º giocatore al mondo, alla pari con Viswanathan Anand e Vladimir Kramnik, dietro a Garri Kasparov e Anatolij Karpov. Raggiunse il massimo valore Elo nella lista di ottobre dello stesso anno, con 2.715 punti.
È stato campione del mondo Under-16 nel 1980 e campione europeo juniores nel 1983/84.
- 1987: Nel 54º Campionato URSS a Minsk si classificò =1º con Aleksandr Beljavskij, ma perse il match di spareggio (+0 =2 –2).
- 1988: Nel campionato di quell'anno fu =2º con Artur Jusupov dietro ai vincitori Karpov e Kasparov, si qualificò per il torneo dei candidati, ma fu eliminato nei sedicesimi di finale da Jan Timman.
- 1996: arrivò alla semifinale del campionato del mondo FIDE, che si giocò in India a Sanghi Nagar, ma perse contro Gata Kamskij.

Valery Salov non partecipa a tornei FIDE con variazione Elo dal gennaio 2000.